# 奥多雄大
奥多 雄大（おくだ ゆうだい、2000年10月10日 - ）は、日本の元歌手、俳優、タレント。神奈川県ご当地ボーイズグループ・YOKOHAMA男子、プロジェクト若ET KISS(ジャケットキス)により結成された男性アイドルグループ・Pop Cloverの元メンバーである。KISS Promotionに所属していた。愛称は、ゆーだい。

## 経歴
- 2016年、演劇企画ユニット 劇団山本屋「5号」の公演『Super natural Blue』〜別の言葉で何と言うの〜で俳優デビュー[2]。
- 2017年、神奈川ご当地ボーイズグループYOKOHAMA男子に加入。
- 2018年、恋する♥週末ホームステイSeason4にレギュラー出演[3]。
- 2022年5月、KPOPミュージカル「BACK TO THE STAGE」シーズン3にメインキャストであるドンユン役として出演[4]。
- 2022年10月、名古屋わかもの会議プロデュースの男性アイドルグループである若ET KISSの後続グループPop CloverにYOKOHAMA男子のリーダーである戸田健太と共に加入した[5]。
- 2023年1月11日、新型コロナウイルスへの感染が公表される[6]。
- 2023年6月、2ヶ月間の活動休止期間を経て所属グループであるYOKOHAMA男子およびPop Cloverを脱退しKISS Promotionを退所することを発表された[7]。ライブ出演、SNS更新などすべての表立った活動が休止された。

## 人物
- 趣味はアニメ鑑賞、ゲーム。
- 特技はカラオケ[8]。

## 出演

### テレビ番組
- 恋する♥週末ホームステイ（2018年度、ABEMA）
- OH!舞DA PUMP!!エボリューション（2022年度、dTVチャンネル）

### ラジオ番組
- イブブル（不定期、FMブルー湘南）

### 舞台
- Super natural Blue〜別の言葉で何と言うの〜（2016年9月22日～9月27日） - マントマン 役[9]
- BACK TO THE STAGEシーズン3（2022年5月17日〜22日） - ドンユン 役[10]